# Лоренцо Манта
Лоренцо Манта (нар. 16 вересня 1974) — колишній швейцарський тенісист.
Найвищу одиночну позицію світового рейтингу — 103 місце досяг 12 червня 2000, парну — 82 місце — 9 липня 2001 року.
Найвищим досягненням на турнірах Великого шолома було 4 коло в одиночному розряді.
Завершив кар'єру 2001 року.

## Фінали за кар'єру

### Парний розряд (1 поразка)
| Результат | W/L | Дата     | Турнір              | Покриття | Партнер   | Суперники                | Рахунок            |
| --------- | --- | -------- | ------------------- | -------- | --------- | ------------------------ | ------------------ |
| Поразка   | 0–1 | Вер 1999 | Ташкент, Узбекистан | Тверде   | Марк Кейл | Олег Огородов Марк Россе | 6–7(4–7), 6–7(1–7) |